# Regionalny kompleks bezpieczeństwa
Regionalny kompleks bezpieczeństwa (ang. Regional Security Complex – RSC) – to grupa państw, których główne problemy bezpieczeństwa oraz ich percepcja są do tego stopnia ze sobą powiązane, że bezpieczeństwa narodowego żadnego z nich nie można rozpatrywać oddzielnie. Termin ten, związany z regionalizacją bezpieczeństwa, pojawił się w latach 90. XX wieku w ramach „szkoły kopenhaskiej” – programu badawczego związanego ze studiami nad bezpieczeństwem międzynarodowym, prowadzonego przez Kopenhaski Instytut Badań nad Pokojem.
Kompleksy bezpieczeństwa tworzą państwa powiązane ze sobą nie tylko geograficznym sąsiedztwem, lecz przede wszystkim wspólnymi poglądami na istniejące zagrożenia (podzielane lęki i obawy), a także wzajemnymi relacjami i współzależnościami historycznymi, kulturowymi, politycznymi czy ekonomicznymi. Za kompleks bezpieczeństwa można uznać np. państwa bałkańskie, całą Europę, jak i – patrząc z dużo szerszej perspektywy – Ziemię jako całą planetę.
Kompleks bezpieczeństwa rozpatrywać można jako:
1. Narzędzie analityczne – umożliwia badanie zjawisk zachodzących w ramach danego kompleksu, m.in. jego specyfikę w porównaniu z innymi kompleksami, relacje między państwami go tworzącymi czy postawy wobec zagrożeń wewnętrznych i zewnętrznych, co poszerza wiedzę o funkcjonowaniu bezpieczeństwa w praktyce oraz o jego regionalizacji;
2. Kategorię ontologiczną – podstawą międzynarodowego układu społecznego i międzynarodowego stają się „zagęszczenia” globalnej sieci współzależności w sferze bezpieczeństwa, które powstają wskutek oddziaływania ośrodków potęgi oraz wzorców przyjaźni i wrogości; w zależności od tego, który wzorzec przeważa, wyróżnia się:
  - chaos – o stosunkach decydują wzorce wrogości,
  - konflikt – przewaga wrogości z elementami współpracy,
  - reżim bezpieczeństwa – dominuje współpraca,
  - wspólnota bezpieczeństwa – zaawansowana forma współpracy, zacierająca wzajemne antagonizmy[4].

Podział kompleksów bezpieczeństwa (według Barry’ego Buzana i Ole Waevera):
1. Kompleksy scentralizowane – skupione wokół jednego, wielkiego, światowego mocarstwa,
2. Kompleksy mocarstw – wśród państw tworzących kompleks znajduje się więcej niż jedno światowe mocarstwo,
3. Standardowe kompleksy bezpieczeństwa – tworzone wyłącznie przez mocarstwa regionalne[5].

Teoria kompleksów bezpieczeństwa pełni następujące funkcje:
1. Eksplanacyjną – wyjaśnia, dlaczego w danym kompleksie bezpieczeństwa zachodzą określone procesy,
2. Normatywną – ukazuje, które zjawiska (np. powstawanie, funkcjonowanie, przekształcenia kompleksów bezpieczeństwa) są zgodne z teorią, które natomiast wynikają z czynników lub wpływów zewnętrznych,
3. Predyktywną – umożliwia przewidzenie przyszłych zjawisk (transformacje, zmiany granic, rozpad) w ramach danego kompleksu[6].

## Przykłady regionalnych kompleksów bezpieczeństwa
1. Bałkański kompleks bezpieczeństwa[7]
2. Bliskowschodni kompleks bezpieczeństwa[8]
3. Europejski kompleks bezpieczeństwa[9]
4. Kompleks bezpieczeństwa Azji Północno-Wschodniej[10]
5. Kompleks bezpieczeństwa krajów Zatoki Perskiej (Iran, Irak, Arabia Saudyjska)[11]
6. Kompleks bezpieczeństwa Rogu Afryki[12]
7. Południowoafrykański kompleks bezpieczeństwa[13]
8. Południowoamerykański kompleks bezpieczeństwa[14]